# 4765 Wasserburg
4765 Wasserburg este un asteroid din centura principală, descoperit pe 5 mai 1986 de Carolyn Shoemaker.